# Verwaltungsgemeinschaft Mitwitz
In der Verwaltungsgemeinschaft Mitwitz im oberfränkischen Landkreis Kronach haben sich folgende Gemeinden zur Erledigung ihrer Verwaltungsgeschäfte zusammengeschlossen:
1. Mitwitz, Markt, 2846 Einwohner, 33,19 km²
2. Schneckenlohe, 978 Einwohner, 9,31 km²

Sitz der Verwaltungsgemeinschaft ist der Markt Mitwitz.